# Gare d'O'Leary
La  gare d’O’Leary à O’Leary, à l'Île-du-Prince-Édouard, est une gare historique fermée depuis 1969. 

## Histoire
La gare est désignée comme lieu patrimonial provincial par la Heritage Places Protection Act depuis 2015 . L’édifice actuel est la troisième gare d’O’Leary. Une première gare est construite environ 1873 dans un lieu sans habitants. La région se développe autour de la gare. Une deuxième gare (plus large) est construite pour répondre aux besoins du village. La gare actuelle est construite en 1913-1914 .
La gare est construite dans un style standard du Chemin de fer Intercolonial avec un toit en croupe qui fournit un grand surplomb sur la plate-forme de la structure principale. Les murs sont en lambris de bois.
La gare se trouve sur le sentier ferroviaire Confederation Trail avec un monument de la Grande Guerre datant de 1919 .